# Mon voisin Totoro
Pour les articles homonymes, voir Totoro.
Mon voisin Totoro (となりのトトロ, Tonari no Totoro) est un film d'animation japonais réalisé par Hayao Miyazaki et produit par le Studio Ghibli, sorti au Japon le 16 avril 1988.

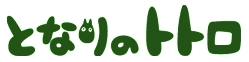
Logo japonais.

Il est récompensé la même année par le prix Noburō Ōfuji et le Prix Mainichi du meilleur film.
Ce film a été diffusé pour la première fois en France lors du Festival du cinéma pour enfants de Corbeil-Essonnes en 1992. Il fut ensuite publié en VHS (TF1 Vidéo) en juillet 1999 quelques mois avant de sortir en salles dans toute la France au cinéma le 8 décembre 1999, avant une ressortie en 2002. Quant au DVD, son édition française est disponible depuis le 26 juillet 2006, et le Blu-ray est disponible depuis le 13 juillet 2013.

## Synopsis
Dans les années 1950, Tatsuo Kusakabe, jeune anthropologue et professeur non titulaire d'une université de Tokyo, arrive dans le village où il va emménager avec ses deux filles, Satsuki, dix ans, et Mei, quatre ans. Les petites découvrent joyeusement leur nouvelle maison, qui n’a pas été habitée depuis un certain temps, et la campagne environnante où trône un camphrier gigantesque. Explorant l’habitation, de style japonais, elles trouvent des glands qui tombent de la soupente et une pièce remplie de petites créatures noires qui s’éclipsent (les susuwatari) ; leur père leur explique qu’il s’agit de noiraudes. Elles montent peu rassurées à l’étage, et Mei, qui attrape une des créatures, se retrouve les mains pleines de suie. Redescendant, elles rencontrent leur nouvelle voisine venue aider à faire le ménage, une grand-mère, qui leur explique que les noiraudes emménagent dans les lieux inhabités et partiront bientôt. Satsuki est polie et accueillante, mais Mei a peur de la nouvelle venue, et se cache derrière sa sœur. Alors qu’ils s’activent tous pour réactiver la pompe, nettoyer les salles de vie et déballer les affaires, Kanta, le petit-fils de la vieille dame, âgé lui aussi d’une dizaine d’années, apporte un paquet de la part de sa mère et dit à sa jeune voisine que leur nouvelle maison est hantée, avant de partir en courant.
Le soir venu, de fortes rafales de vent font trembler la maison ; dans le bain, Tatsuo et ses filles rient fort pour chasser les fantômes, tandis que les noiraudes quittent la maison et émigrent vers le grand arbre. Le lendemain matin, ils font la lessive au lavoir, puis partent à vélo le long des rizières où leurs voisins s’activent, pour passer la journée avec Yasuko, la mère des petites, hospitalisée à proximité. Ils passent devant Kanta, qui échange des grimaces avec Satsuki.
À la fin des vacances, Satsuki reprend l’école après avoir préparé le repas de midi pour sa sœur et son père ; ce dernier se met au travail à son bureau, tandis que Mei vagabonde à l’extérieur. Trouvant un gland, la petite fille le ramasse, et en voit plusieurs autres formant une piste ; la suivant, elle voit passer devant elle un petit être blanc-translucide et le poursuit, mais celui-ci se cache sous la maison. Alors que la fillette surveille une cavité, la petite créature, accompagnée maintenant par une autre un peu plus grande transportant un sac de glands, s’éclipse par une autre sortie, mais entendant des glands tomber, Mei les repère et les poursuit à nouveau. Continuant leur route à travers un étroit chemin de végétation, puis dans la forêt, tous trois aboutissent au pied du grand camphrier entouré d’un shimenawa, et les deux êtres disparaissent dans un trou entre les racines. Y tombant à leur suite, la petite fille découvre le domaine de Totoro, sorte de créature de la taille d’un ours au cri impressionnant, avec qui elle fait connaissance, avant de s’endormir sur son ventre.
Le midi, Satsuki revient de l’école et cherche Mei ; elle trouve son chapeau devant la trouée et trouve sa sœur endormie non loin. À son réveil, celle-ci lui raconte sa rencontre avec Totoro ; Tatsuo les rejoint et ils poursuivent le long du chemin sous les branches, mais aboutissent sur leur maison. La petite fille est déconcertée, et son père lui explique qu’elle a dû voir le maître de la forêt ; ils vont tous trois à travers celle-ci pour voir le grand arbre, mais Mei ne retrouve pas l’entrée de l’antre de la créature. Après avoir salué le camphrier, qui est la raison pour laquelle Tatsuo a choisi d’habiter ce village, ils repartent.
Le lendemain, Satsuki confie Mei à leur voisine avant d’aller à l’école pour la journée, et est surprise de voir la vieille dame arriver avec la petite fille alors qu’elle a encore deux heures de cours. Mei tenant à être avec sa grande sœur, elle est accueillie dans la classe avec des crayons, et dessine Totoro. Le soir venu, les deux fillettes reprennent le chemin de leur maison, mais une pluie torrentielle se met à tomber et elles doivent se réfugier dans l’abri d’une divinité shinto ; Kanta passe avec un vieux parapluie qu’il laisse à Satsuki avant de rentrer chez lui en courant. Après être rentrées chez elles, les deux fillettes partent à la rencontre de leur père avec un parapluie, et passent chez leurs voisins rendre celui que Kanta leur a prêté ; elles sont accueillies par la mère du garçon, qui timide reste caché tout en manifestant sa joie et sa fierté d’avoir aidé Satsuki.
Les deux fillettes attendent à l’arrêt de bus sous la pluie, mais ce dernier a du retard ; Satsuki prend Mei qui s’endort sur son dos et patiente, quand soudain, elle voit Totoro arriver et attendre à côté d’elle. Pour se protéger de la pluie, la créature n’a qu’une large feuille sur la tête qui lui goutte sur le nez, et la jeune fille lui prête le parapluie qu’elle a apporté pour son père ; le maître de la forêt est étonné, mais ravi d’entendre le bruit des grosses gouttes qui, s’accumulant sur les feuilles des arbres, tombent sur l’objet. Alors que la pluie s’est arrêtée et que Mei se réveille, un « chat-bus (en) » arrive, et Totoro, toujours muni du parapluie, monte dedans après avoir donné un cadeau aux fillettes. Finalement, le bus arrive, et Tatsuo s’excuse d’être en retard ; ses filles expriment leur enthousiasme d’avoir vu les créatures, et ils rentrent joyeusement.
Dans une lettre à sa mère, Satsuki décrit le cadeau de Totoro, un ensemble de graines emballées dans des feuilles de bambou, qu’elles ont plantées dans le jardin, mais les jours passent et Mei s’impatiente de les voir pousser. Une nuit, les fillettes entendent des percussions et voient la famille Totoro danser autour de leur potager ; elles courent rejoindre les créatures, et voient émerveillées des pousses sortir de terre et grandir à vue d’œil pour devenir un amas d’arbustes luxuriants qui fusionnent pour donner un arbre géant, dont la ramure recouvre la maison. Totoro fait tourner une toupie magique sur laquelle il grimpe, et emmène Satsuki et Mei, accrochées sur son ventre, faire des acrobaties aériennes au-dessus de la campagne, avant de jouer de l’ocarina au sommet de l’arbre.
Le lendemain, l’arbre a disparu ; pensant avoir rêvé, Mei et Satsuki se précipitent vers le potager et découvrent avec joie que les graines ont germé. Les fillettes aident leur vieille voisine à ramasser les légumes dans les champs et parlent du passage prochain de leur maman pour le week-end, lorsque Kanta apporte un télégramme issu de l’hôpital demandant d’appeler. Très inquiètes, elles courent avec leur jeune voisin vers la maison de celui-ci pour appeler leur père, et la nouvelle tombe comme un couperet : Yasuko est souffrante et ne pourra finalement pas venir. Terriblement déçue, Mei fait un caprice, et les deux sœurs se disputent ; Tatsuo part voir son épouse à l’hôpital, laissant ses filles sous la garde de la voisine, qui tente de rassurer et consoler Satsuki, terrifiée à l’idée que sa mère puisse mourir.
Mei profite d’un moment d’inattention de la vieille dame pour partir seule apporter un épi de maïs à l’hôpital alors que celui-ci est à trois heures de route à pied. Constatant la disparition de la petite, Satsuki et la voisine s’affolent ; la jeune fille part sur le chemin de l’hôpital en interrogeant toutes les personnes qu’elle croise, lorsqu’elle voit Kanta arriver à vélo ; celui-ci lui propose d’aller à l’hôpital, tandis qu’elle retournera à l’étang où une sandalette a été retrouvée, et où tout le village recherche Mei. Elle part en courant et arrive essoufflée au plan d’eau, pour s’apercevoir soulagée que la chaussure n’est pas celle de sa sœur. La nuit va bientôt tomber, et les villageois s’activent pour rechercher la petite fille, tandis que Satsuki court à la trouée et prie pour que cette dernière la mène à Totoro ; se précipitant dans le passage, envahi de noiraudes, elle finit par trébucher et tomber en contrebas sur le ventre de la créature endormie. La jeune fille réveille le maître de la forêt et lui explique que Mei a disparu, avant de s’effondrer en larmes. Totoro la prend dans ses bras, lui sourit, et emplit ses poumons d’air pour s’envoler ; il court au sommet de son arbre, d’où il pousse un énorme rugissement pour faire venir le chat-bus, dans lequel Satsuki monte. La créature affiche « MEI » comme direction sur son panneau d’affichage et part en trombe ; passant à travers la forêt et les rizières, ils montent finalement sur une ligne de haute tension qu’ils suivent pour retrouver enfin la petite fille perdue.
Le chat propose à Mei et Satsuki de les emmener à l’hôpital où, du haut d’un arbre, elles voient à travers la fenêtre leurs parents discuter ; finalement, Yasuko n’avait attrapé qu’un rhume sans gravité et ne tardera pas à rentrer à la maison. Les fillettes déposent l’épi de maïs sur lequel est gravé « pour maman » sur le rebord de la fenêtre, où Tatsuo le découvre, avant de repartir dans la nuit à bord du chat-bus qui les laisse chez elles. Mei se précipite dans les bras de la vieille voisine qu’elle a enfin adoptée, tandis que Satsuki discute joyeusement avec Kanta, devenu son ami ; au sommet de son arbre, Totoro joue tranquillement de l’ocarina, tenant toujours son parapluie ouvert malgré l’absence de pluie. Dans la première image du générique, un taxi ramène Yasuko à la maison où ses deux filles l’accueillent joyeusement ; les images suivantes laissent supposer mais sans vraiment le montrer qu’un petit frère est venu agrandir la famille qui s’est parfaitement intégrée dans son nouvel environnement.

## Fiche technique
- Titre original : となりのトトロ (Tonari no Totoro)
- Titre français : Mon voisin Totoro
- Réalisation : Hayao Miyazaki
- Scénario : Hayao Miyazaki
- Musique : Joe Hisaishi
- Photographie : Hisao Shirai
- Montage : Takeshi Seyama
- Producteur : Tōru Hara
- Société de production : studio Ghibli
- Distribution : Buena Vista Distribution
- Pays de production :  Japon
- Durée : 86 minutes
- Dates de sortie[4] :
  - Japon : 16 avril 1988
  - France : juin 1993 (Festival du film d'animation d'Annecy) ; 8 décembre 1999 (sortie nationale) ; 28 août 2002 (ressortie).

## Distribution
| Personnages           | Japonais          | Français                 |
| --------------------- | ----------------- | ------------------------ |
| Mei Kusakabe          | Chika Sakamoto    | Marie-Charlotte Leclaire |
| Satsuki Kusakabe      | Noriko Hidaka     | Mélanie Laurent          |
| Tatsuo Kusakabe       | Shigesato Itoi    | Thierry Ragueneau        |
| Yasuko Kusakabe       | Sumi Shimamoto    | Françoise Cadol          |
| Totoro                | Hitoshi Takagi    | Hitoshi Takagi           |
| La grand-mère         | Tanie Kitabayashi | Colette Venhard          |
| Kanta                 | Toshiyuki Amagasa | Donald Reignoux          |
| Le Chat-bus           | Hitoshi Takagi    | Hitoshi Takagi           |
| Père de Kanta         |                   | Bernard Métraux          |
| Michiko               |                   | Marine Boiron            |
| L'institutrice        |                   | Danièle Hazan            |
| Le garçon à mobylette |                   | Lionel Melet             |

Note : La version française aurait été créée vers juin 1993, en vue d'une projection à Annecy. Une autre version a été enregistrée en 1999.
- Version française
  - Studio de doublage : Dubbing Brothers[7]
  - Direction artistique : Catherine Jean-Joseph[8]
  - Adaptation : Houria Lamhene-Belhadji

## Production

### Genèse
Les origines du film Mon voisin Totoro se situent au début des années 1980. À cette époque, Miyazaki propose à Yasuyoshi Tokuma son projet, qui le rejette, peu enthousiaste à l'idée de l'amitié entre deux fillettes et un monstre dans le Japon rural. Ce refus ne sera pas le seul frein au projet. Si Miyazaki sait qu'il veut réaliser un film chaleureux pour un jeune public, il n'empêche que l'inspiration manque à sa réalisation. C'est finalement à la lecture du supplément d'un journal « Le Japon, il y a quarante ans » que Miyazaki se débloque, décidant d'orienter son histoire autour de l'innocence de la vie à la campagne,.
Au début de l'année 1987, il repropose son projet. Le studio Ghibli fait encore face à des réticences et aura beaucoup de mal à obtenir les accords des financiers et distributeurs. Cependant, le producteur Toshio Suzuki trouve un moyen de rassurer les financiers. Tout d'abord, pour convaincre, il faut animer Totoro. Ensuite, il propose que le film ne dépasse pas 60 minutes et qu'il soit associé à un autre film, l'adaptation de la nouvelle La Tombe des lucioles de l'écrivain japonais Akiyuki Nosaka. Ce film, qui sera intitulé Le Tombeau des lucioles, permettrait d'attirer les classes scolaires, qui pourrait alors visionner à sa suite Mon voisin Totoro. Cette proposition est acceptée : Mon voisin Totoro et Le Tombeau des lucioles sont alors réalisés et produits en même temps en une année par le studio Ghibli. Au terme de leurs productions, les deux films seront finalement bien distincts, avec la durée d'un long métrage normal chacun.
La production de Mon voisin Totoro commence concrètement en mars 1987 pour se finir un an plus tard, en avril 1988.

### Développement
Lors des premiers essais, Mei est la seule enfant de l'histoire. Miyazaki lui ajoute une sœur (Satsuki) et explique pourquoi lors d'une interview publiée dans Tonari no Totoro, e-konte-shû : « Si Mei rencontrait Totoro dans le jardin, elle ne pourrait pas aller attendre son père à la descente du bus. Du coup, j'ai ajouté une autre gamine. Mais ça m'ennuyait car je tenais à ce que la rencontre ait lieu à l'arrêt de bus. En même temps, il m'était difficile d'abandonner l'idée de la fillette écarquillant les yeux devant une étrange créature qui se faufile dans l'herbe baignée de soleil. »

### Musique
La bande originale du film a été publiée au Japon le 1er mai 1988 par le label Tokuma Shoten. Les musiques sont composées principalement par Joe Hisaishi (cinq pistes vocales sont écrites par Azumi Inoue). Les paroles de plusieurs chansons sont écrites par Rieko Nakagawa. La bande originale est rééditée le 21 novembre 1996 et le 25 août 2004[réf. souhaitée].

## Accueil
Mon voisin Totoro réalise 800 000 entrées en cinq semaines d'exploitation. Il fait partie de la liste du BFI des 50 films à voir avant d'avoir 14 ans établie en 2005 par le British Film Institute. Il fait également partie des 250 meilleurs films selon le site IMDb. À Paris, le Studio des Ursulines, cinéma indépendant pour jeune public, projette le film une fois par semaine pendant des années, ; après une courte pause, le film revient à l'affiche en 2013 à l'occasion des 25 ans de sa sortie.

## Analyse
Le nom Totoro vient d'une mauvaise prononciation du mot troll (トロル, tororu) par Mei. Elle en a vu un dans un livre et a décidé qu'il s'agissait de la même créature.
Le chat-bus vient d'une croyance japonaise attribuant à un chat âgé le pouvoir magique de changer de forme : c'est alors un « bakeneko ». Le chat-bus est un « bakeneko » qui a vu un bus et qui a décidé d'en devenir un.
La tuberculose de la mère de Satsuki et Mei est autobiographique, la mère de Hayao Miyazaki ayant eu la même maladie, elle restera éloignée de son fils durant 3 ans.

## Autour du film
Totoro est devenu la mascotte du studio Ghibli, et apparaît sur son logo au début de chaque film. Totoro est de loin le personnage Ghibli le plus populaire. D'après Toshio Suzuki, le studio ne sera probablement jamais capable de créer un personnage qui le dépassera, tout comme Walt Disney n'a jamais réussi à créer un personnage plus populaire que Mickey Mouse. Le générique de début du film, Sampo, est très souvent utilisé dans les écoles japonaises lors des parades de la fête d'école (undokaï)[réf. nécessaire]. C'est d'ailleurs le thème générique retenu par le studio Ghibli[réf. nécessaire].
Le studio Ghibli accorde une grande importance aux produits dérivés, notamment ceux de Mon voisin Totoro, et s'implique parfois jusque dans leur conception. Ont notamment été approuvés et commercialisés au Japon : de très nombreuses peluches, des statues, figurines et poupées, des jouets, des bavoirs, bonnets et autres accessoires pour bébés en lots prêts à offrir, tous les ans de nouveaux calendriers et agenda, et d'innombrables accessoires divers (du pin's au sac-à-dos en passant par les briquets Zippos et tasses). Contre toute attente cependant, très peu de vêtements ou posters sont officiellement disponibles. Il existe par contre beaucoup de contrefaçons (fabriquées illégalement sans l'autorisation du studio Ghibli) vendues en dehors du Japon.

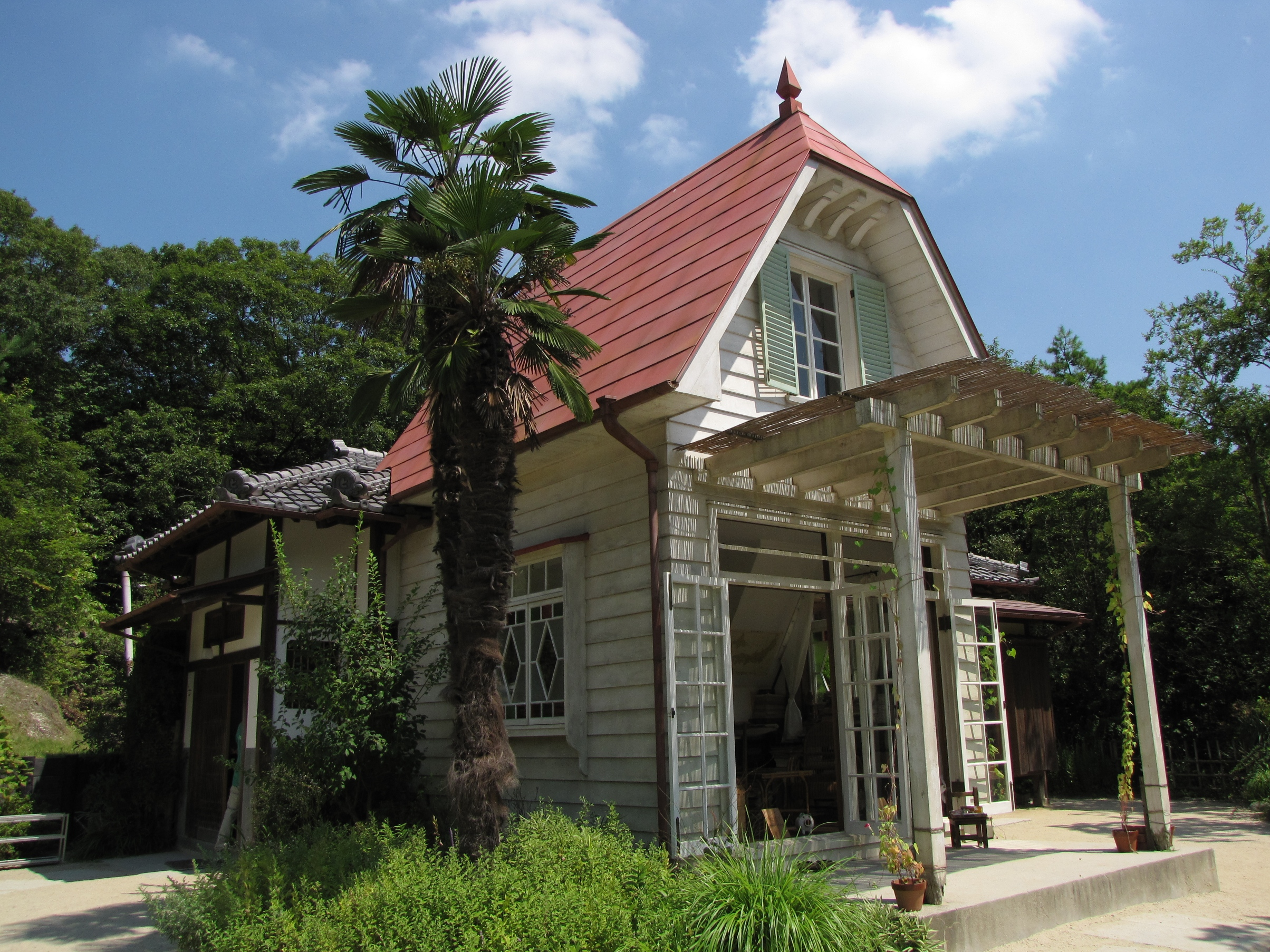
Une reconstitution de la maison de Mei et Satsuki à l'occasion de l'Expo 2005.

Une reconstitution de la maison de Mei et Satsuki fut faite à l'occasion de l'Expo 2005 à Aichi. Dans le livre Totoro no sumu ie (トトロの住む家, Totoro no sumu ie, La Maison où vit Totoro, 1991) Miyazaki a présenté une maison du quartier d'Asagaya dans l'arrondissement de Suginami à Tokyo comme « la maison où Totoro aurait adoré vivre ». Construite en 1924, elle est alors devenue célèbre auprès des fans du film ; incendiée en 2009, elle fut reconstruite en 2010 selon des plans de Miyazaki, au sein d'un parc.
On peut retrouver les boules de suie (les noiraudes) de Mon Voisin Totoro dans une scène du Voyage de Chihiro, autre film d'animation réalisé par Hayao Miyazaki.
À titre d'hommage rendu par le studio d'animation américain Pixar au studio Ghibli, le personnage de Totoro fait une apparition sous forme de peluche dans le film d'animation Toy Story 3.
L'astéroïde (10160) Totoro a été découvert par Takao Kobayashi le 31 décembre 1994 et a été nommé en hommage à Totoro.
Le groupe de rap français S-Crew a utilisé le thème Le gros arbre de la forêt Tsukamori (Tsukamori no Taiju), créé par Joe Hisaishi pour la bande originale du film, comme partie instrumentale du morceau Aéroplane présent sur leur album Seine Zoo.
En 2003, Hayao Miyazaki écrit et réalise un court métrage de treize minutes, Mei to Konekobasu (Mei et le chaton-bus), qui n'est projeté régulièrement qu'au musée Ghibli au Japon. Il s'agit d'une suite de Mon Voisin Totoro qui reprend le personnage de Mei Kusakabe, l'une des deux jeunes héroïnes du film, et relate les aventures qu'elle vit une nuit en compagnie d’un chaton-bus.